# Konjunkturpolitik
Unter Konjunkturpolitik im weiteren Sinne versteht man wirtschaftspolitische Maßnahmen, die ein angemessenes Wirtschaftswachstum, Preisniveaustabilität, einen hohen Beschäftigungsstand und ein außenwirtschaftliches Gleichgewicht erreichen und sichern sollen (Magisches Viereck).
Demgegenüber versteht man unter Konjunkturpolitik im engeren Sinne wirtschaftspolitische Maßnahmen, die darauf zielen, Konjunkturschwankungen in Grenzen zu halten und ein möglichst gleichmäßiges Wirtschaftswachstum zu erreichen.
Mögliche Instrumente der Konjunkturpolitik sind dabei die Fiskalpolitik, die Geldpolitik und die Einkommenspolitik.

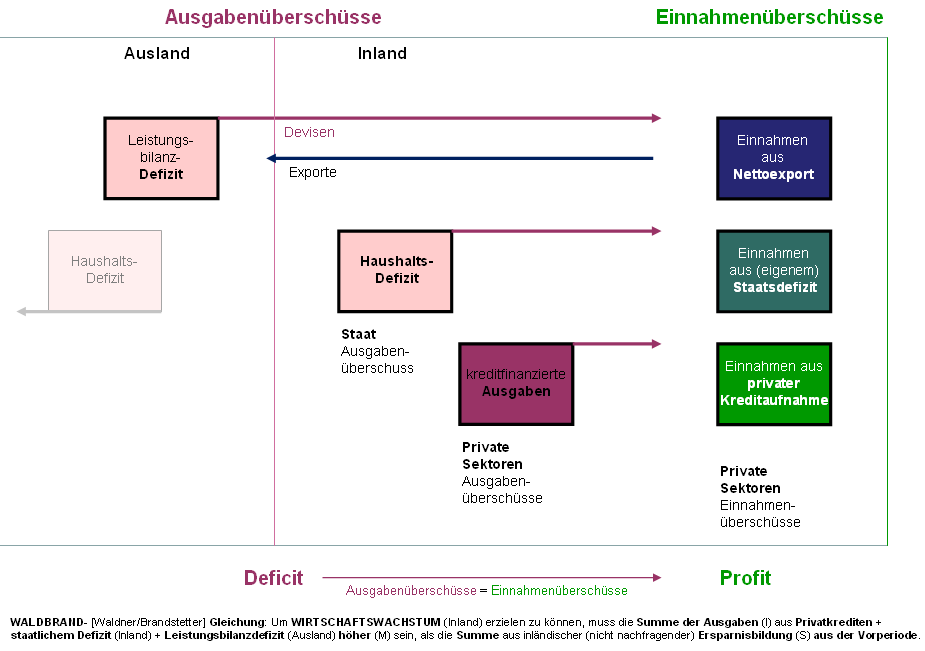
Ausgaben- und Einnahmenüberschüsse der einzelnen Sektoren

Arithmetische Zusammenhänge zwischen Defiziten (Ausgabenüberschüsse) und (Einnahme-)Überschüssen unter den Sektoren werden durch die Sektoralen Salden ersichtlich und innerhalb der Volkswirtschaftlichen Gesamtrechnung ermittelt.

## Aufgabe der Konjunkturpolitik
Probleme wie z. B. hohe Arbeitslosigkeit können aus unterschiedlichen Gründen auftreten. Man unterscheidet daher zwischen Fehlentwicklungen, die einerseits durch Wirtschaftsschwankungen und andererseits durch strukturelle Probleme hervorgerufen werden (z. B. strukturelle Arbeitslosigkeit, machtbedingte (Lohnkosten-)Inflation).
Die Zielsetzung der Konjunkturpolitik im engeren Sinne besteht darin, starke Konjunkturausschläge und konjunkturelle Arbeitslosigkeit möglichst zu vermeiden. Hierzu wird versucht, Abweichungen des Auslastungsgrades vom Normalauslastungsgrad (Rezessionen einerseits, konjunkturelle Überhitzung andererseits) gering zu halten. Es wird also versucht durch einen rechtzeitigen Einsatz konjunkturpolitischer Mittel eine Überforderung des Produktionspotentials (die Gefahr eines starken Preisanstiegs und struktureller Fehlentwicklungen durch überzogene Wachstumsrate) sowie eine Unterauslastung des Produktionspotentials (die Gefahr eines Beschäftigungsrückganges und sich weiter verschlechternder Situation aufgrund pessimistischer Perspektiven) zu vermeiden.
Die Ziele der Konjunkturpolitik im weiteren Sinne bestehen darin, ein angemessenes Wirtschaftswachstum, Preisniveaustabilität, einen hohen Beschäftigungsstand und ein außenwirtschaftliches Gleichgewicht zu erreichen und zu sichern (Magisches Viereck). Diese Ziele sind in Deutschland im Stabilitäts- und Wachstumsgesetz (§ 1 StabG von 1967) geregelt. Dabei kann es durchaus zu Zielkonflikten kommen, wenn z. B. der Staat mit aller Macht versucht, die Beschäftigungszahlen zu erhöhen, denn dies würde sich wiederum negativ auf die Geldwertstabilität auswirken.
Bevor die Politik Handlungsmaßnahmen entwickeln kann, müssen die Ursachen für die Entstehung von Konjunkturzyklen definiert werden.

## Konjunkturtheorien als Grundlage für Konjunkturpolitik
Die Konjunkturtheorie untersucht und beschreibt die Ursachen und Auswirkungen der Konjunktur und des Konjunkturzyklus. Im Jahre 1937 wurde von Gottfried von Haberler, im Auftrag des damaligen Völkerbundes, eine Systematik sowie ein Überblick über die ersten Konjunkturtheorien erstellt. Gottfried von Haberler gilt als Pionier der Konjunkturtheorien. Seit seiner Aufstellung der oben genannten Theorien haben Vertreter dieser Theorien unterschiedliche Ursachen für Konjunkturzyklen in Betracht gezogen und weitere Theorien aufgestellt. Die Konjunkturtheorien lassen sich wie folgt grob unterteilen:
- Vorkeynesianische Konjunkturtheorien
- Auf Keynes basierende Weiterentwicklungen
- Neoklassische Konjunkturtheorien

## Konjunkturrisiken
Jede Rezession ist mit einem Rückgang der Nachfrage verbunden. Bei einem flexiblen Arbeitsmarkt gehen damit auch Senkungen des Reallohns einher.

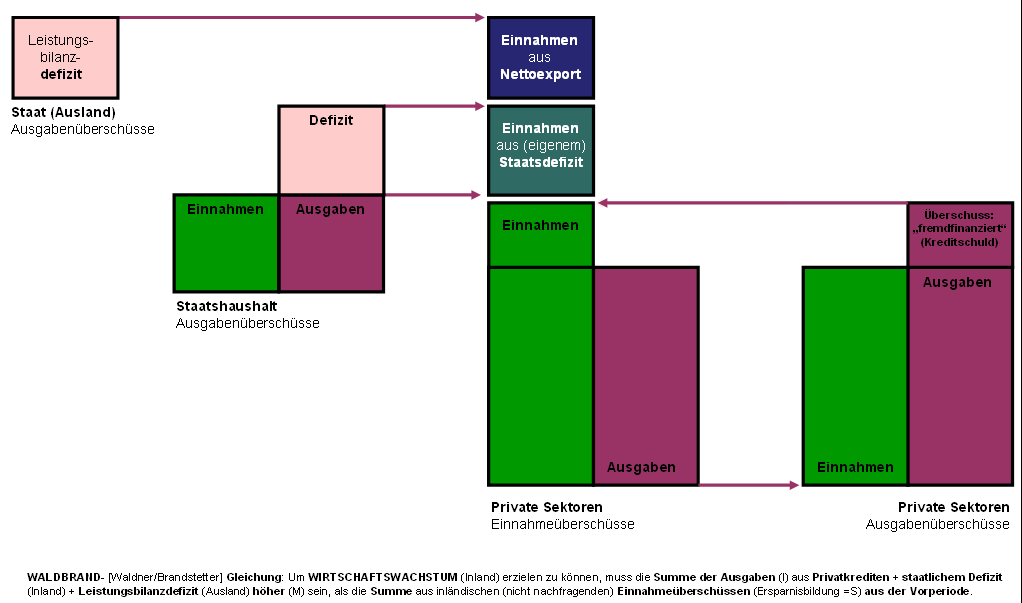
Zu Salden-Interdependenz.

Es besteht daher die große Gefahr, dass die stagnierende Volkswirtschaft in eine Deflationsspirale gerät. Paradebeispiel für dieses wirtschaftspolitische Dilemma einer stagnierenden Volkswirtschaft ist die japanische Krise Anfang der 1990er Jahre.

## Arten der Konjunkturpolitik
Die Konjunkturpolitik lässt sich nach ihrer Wirkung folgendermaßen einteilen:
- Expansive Konjunkturpolitik: wirkt positiv auf das Wirtschaftswachstum
- Kontraktive Konjunkturpolitik: wirkt negativ auf das Wirtschaftswachstum
- Antizyklische Konjunkturpolitik: diese soll einer Entwicklung entgegenwirken
- Prozyklische Konjunkturpolitik: diese verfestigt eine bereits bestehende Entwicklung

## Instrumente der Konjunkturpolitik

### Fiskalpolitik
Mittels der Fiskalpolitik können im Fall einer Rezession die öffentlichen Ausgaben (z. B. öffentliche Investitionen) erhöht und/oder die öffentlichen Einnahmen (z. B. Steuern) gesenkt werden, um damit die Kaufkraft im privaten Sektor zu stärken. Infolgedessen wird ein negatives Budgetsaldo der öffentlichen Haushalte bewirkt, um die Gesamtnachfrage anzukurbeln (deficit spending) und in einer Konjunkturschwankung einen Budgetüberschuss zu erwirtschaften, um einer Überbeanspruchung des Produktionspotenzials entgegenzuwirken. Diese antizyklische Entwicklung des Budgetsaldos ergibt sich aufgrund der Ausgestaltung des deutschen Steuersystems, weil das Steueraufkommen in den Rezessionsphasen zurückgeht, während sich die meisten Staatsausgaben (z. B. Arbeitslosengeld) in der Rezession erhöhen. Somit hat der öffentliche Haushalt eine automatisch stabilisierende Wirkung auf die Konjunktur (automatische Stabilisierung). Voraussetzung für eine stabilisierende Wirkung des öffentlichen Budgets ist, dass in den Aufschwungphasen genügend Steuermittel stillgelegt wurden, damit diese in der Rezession für zusätzliche Ausgaben verwendet werden können. Der Staat betreibt dann Fiskalpolitik, wenn er fiskalpolitische Instrumente im Rahmen der Konjunkturpolitik einsetzt.

#### Konjunkturelles Defizit
Ein konjunkturelles Defizit entsteht bei öffentlichen Haushalten auch ohne aktive Fiskalpolitik bereits durch die konjunkturellen Auswirkungen auf die Steuereinnahmen und das Sozialsystem. Zum einen durch konjunkturbedingte Steuerausfälle, da die Menschen aus Unsicherheit vor einer etwaigen schlechten wirtschaftlichen Zukunft weniger konsumieren. Aber auch durch Mehrausgaben von staatlichen Einrichtungen, wie die Agentur für Arbeit in Form von Arbeitslosengeld 1 bzw. Arbeitslosengeld 2, da in der Abschwung- bzw. Rezessionsphase die Arbeitslosenzahl steigt.

#### Fiskalpolitische Instrumente
Der Staat setzt folgende Instrumente zur Steuerung der Konjunkturpolitik ein:
- Erhöhung staatlicher Ausgaben
  - Erhöhung staatlicher Investitionen
  - Subventionen
  - Erhöhung staatlicher sozialer Leistungen (verändern das verfügbare Einkommen und wirken sich dadurch auf den Konsum aus)
- Senkung von Abgaben wie
  - Steuererleichterungen, also Steuersenkungen, „Haushaltsschecks“ (USA), steuerliche Begünstigung von Investitionen über günstigere Abschreibungsmöglichkeiten
  - Senkung der Beitragssätze zur staatlichen Sozialversicherung
- Schaffung günstiger Arbeits- und Produktionsumgebung (z. B. flexiblere Tarifverträge)

Je nachdem, welche wirtschaftspolitischen Ziele verfolgt werden, können Instrumente unterschiedlich eingesetzt werden.
Nach der Wirkungsweise lassen sich fiskalpolitische Maßnahmen wie folgt einteilen:
- Expansive Fiskalpolitik: Instrumente werden zur Förderung des Wachstums eingesetzt, z. B. durch Erhöhung der Staatsausgaben, Auflösung der Konjunkturausgleichsrücklagen. Notfalls müssen Budgetdefizite in Kauf genommen werden, damit sich die öffentlichen Ausgaben erhöhen und somit die Konjunktur belebt wird (deficit spending).
- Kontraktive Fiskalpolitik: Hier werden Instrumente zur Dämpfung der Konjunktur eingesetzt, z. B. durch Senkung der Staatsausgaben und Bildung von Konjunkturausgleichsrücklagen (surplus saving).[9]

#### Probleme der Fiskalpolitik
- Sind Zielkonflikte vorhanden, ist es unmöglich alle Ziele gleichzeitig zu erreichen. Somit muss der Staat Prioritäten zwischen den Zielen setzten.
- Parlamentarische Hürden schränken die Handlungsfähigkeit des Staates ein. So können einmal gewährte Privilegien nur schwer rückgängig gemacht werden.
- Indirekte Einflussnahme auf wirtschaftliche Größen macht es dem Staat schwer, diese direkt zu beeinflussen. Demnach hat der Staat nur durch die Staatsausgaben eine direkte Einflussnahme auf die gesamtwirtschaftliche Nachfrage.
- Eine zeitliche Verzögerung der Maßnahmen aufgrund von indirekten Einflussnahmen, führt dazu, dass bestimmte Maßnahmen sich erst in Folgeperioden auswirken. Wenn sich die Wirtschaftsentwicklung bis dahin umkehrt, wirken staatliche Maßnahmen kontraproduktiv, da sie dann mitunter ungewünschte Entwicklungen verstärken.[8]

Der Begriff „Konjunkturimpuls“, auch „fiskalischer Impuls“ genannt, bezieht sich auf die erhöhten Staatsausgaben, die gezielt zur Bekämpfung des konjunkturellen Abschwungs beschlossen werden. Im Hintergrund steht die Überlegung, dass die staatlichen Ausgaben den Nachfrage-Ausfall am Markt kurzfristig ersetzen sollen. Die Produktionslücke (die Differenz zwischen dem Sozialprodukt, das mit dem vorhandenen Potenzial produziert werden könnte, und dem, was tatsächlich aufgrund der zurückbleibenden Nachfrage produziert wird) soll möglichst geschlossen werden.
Die Wirtschaftshistorikerin und Regierungsberaterin Christina D. Romer zieht aus der Weltwirtschaftskrise von 1929 und einer Evaluation der damaligen Wirtschaftspolitik des New Deal folgende konjunkturpolitische Lehren: Der Stimulus muss gesamtwirtschaftlich ins Gewicht fallen und darf nicht vorschnell ausgesetzt werden. Die Bundesstaaten und die Kommunen dürfen nicht rigider Budgetregeln wegen zu prozyklischen Ausgabekürzungen gezwungen werden. Die Geldpolitik kann auch bei einem extrem niedrigen Zinsniveau unterstützend wirken, indem sie der Bildung deflationärer Erwartungen entgegenwirkt.

### Geldpolitik
Diese kann mit ihren Instrumenten die gesamtwirtschaftliche Nachfrage nicht unmittelbar beeinflussen. Folglich kann die Geldpolitik aber über Zinssatz- und Geldmengenänderung indirekt auf die Ausgabendispositionen der privaten Haushalte und Unternehmen Einfluss nehmen. Hierbei ist die Stärke des Zusammenhangs zwischen monetärem und realem Bereich einer Wirtschaft ausschlaggebend für die Wirksamkeit einer konjunkturpolitisch orientierten Geldpolitik. Dabei betont die keynesianische Erklärung die Liquiditätskomponente geldpolitischer Maßnahmen. Demnach führt eine Erhöhung der Bankenliquidität zur Senkung der Zinssätze und auch der Kreditkosten und beeinflusst dadurch die realen Investitionen.
Die monetäre Erklärung betont hingegen die Vermögenskomponenten. D. h. Geldmengenerhöhungen setzen eine lange Kette von Substitutionsvorgängen frei. Folglich steigt zunächst die Nachfrage nach Wertpapieren und an Finanzaktiva, während deren Rendite sinkt und es am Ende der Kette zu steigender Geldnachfrage kommt. Zu beachten ist, dass reale Effekte der Geldpolitik nur vorübergehend sind und langfristig gesehen nur das Preisniveau steigt.
Siehe auch Kreditplafondierung, als rigide konjunkturdämpfende Maßnahme bei Überhitzungs-Tendenz.

### Einkommenspolitik
Neoklassisch-monetaristischer Ansatz
Hier gilt der Grundsatz, dass eine anhaltende Arbeitslosigkeit immer und überall auf ein zu hohes Reallohnniveau zurückzuführen ist. Dies bedeutet, dass es bei einer Vollbeschäftigung zu Lohnerhöhungen kommt und über die Produktionsentwicklung hinweg zur Steigerung der Kosten und damit zur Inflation führt. Deshalb werden je nach Lage kostenniveauneutrale Lohnregeln (kostenniveauneutrale Lohnpolitik) bzw. vollbeschäftigungskonforme Richtlinien (vollbeschäftigungskonforme Lohnpolitik) empfohlen, wodurch die Einkommenspolitik zum Instrument der Konjunkturpolitik wird. Da der Marktmechanismus auch das Ziel der verteilenden Gerechtigkeit erfüllt, werden deshalb aktive Umverteilungsbemühungen abgelehnt, weil die Lohnregeln und -empfehlungen sowieso nur die stattfindende marktmäßige Entwicklung vorwegnehmen und beschleunigen. Dabei geht es nicht um die Lösung des Verteilungskonflikts, sondern darum, die Gegenseite (Arbeitnehmer, Gewerkschaften) davon zu überzeugen, dass sie ihre autonomen Verteilungspläne aufgeben.
Ansätze keynesianischer Prägung
Auch hier wird laut keynesianischer und postkeynesianischer Annahme zugrunde gelegt, dass die traditionelle Konjunkturpolitik mit den Zielen Preisstabilität und Vollbeschäftigung teilweise aufgrund des Verteilungskonflikts zwischen den Gruppen versagt. Laut der Ansicht dieser Konjunkturmodelle dient Einkommens- bzw. Lohnpolitik nicht nur zur konjunkturpolitischen Absicherung, sondern hat auch einen Umverteilungscharakter, solange ungerechtfertigte Ungleichheiten vorliegen.

## Wirtschaftspolitische Einordnung

### Nachfrageorientierte Positionen
Nachfrageorientierte Wirtschaftspolitik basierend auf dem von Keynes begründeten Keynesianismus und antizyklischer Finanzpolitik. Nach dem Keynesianismus ist bei pessimistischen Konjunkturerwartungen ein Marktgleichgewicht auch bei Unterbeschäftigung möglich und zum anderen führt eine Nachfrageschwäche bzw. ein Nachfragerückgang zu niedrigen Absatzerwartungen der Unternehmen, was wiederum die Investitionen verhindert (beeinflusst).
Bei der nachfrageorientierten Wirtschaftspolitik kommt dem Staat die Aufgabe zu, in konjunkturellen Rezessionen die Wirtschaft durch „Konjunkturimpulse“ anzukurbeln, ggf. auch durch staatliche Schuldenaufnahme (Deficit spending). Hierzu können Steuern gesenkt, zeitlich begrenzte Investitionsanreize für Unternehmen gesetzt und/oder staatliche Investitionen in Infrastrukturprojekte getätigt werden. Nicht alle Arten von Ausgaben sind rasch oder in gleicher Höhe nachfragewirksam. So werden bei einer Senkung der Einkommensteuer oder der Unternehmenssteuern nicht sofort diese betreffenden Geldbeträge in derselben Höhe für wachstumsfördernden Konsum oder Investitionen ausgegeben, sondern werden angespart oder zur Schuldentilgung eingesetzt. Schneller und zu einem größeren Teil nachfragewirksam (Multiplikatorwirkung) sind Erhöhungen des verfügbaren Einkommens der einkommensschwachen Privathaushalte sowie schnell umsetzbare Infrastrukturinvestitionen. Ergänzt wird eine nachfrageorientierte Konjunkturpolitik durch eine antizyklische Geldpolitik. In einer Krise soll eine Niedrigzinspolitik (Politik des billigen Geldes) Investitionen und die Finanzierung staatlicher Budgetdefizite erleichtern.
Dem Einwand einer drohenden Staatsverschuldung wird entgegengewirkt, indem darauf hingewiesen wird, dass die durch die Schuldenaufnahme finanzierten Investitionen in die Infrastruktur als Basis für den wachsenden Wohlstand einer Volkswirtschaft ebenfalls von Bedeutung sind. Wenn man die Schuldenaufnahme auf die Größe des Bruttosozialprodukts bezieht, so wird durch die staatlichen Maßnahmen gleichzeitig die Größe des Nenners dieser Bruchzahl verändert. „Kreditfinanzierung heißt nicht, dass sich der Saldo aus Staatsausgaben und -einnahmen in gleicher Höhe verschlechtert.“

#### Mögliche Maßnahmen
1. Steuersenkung bzw. -anhebung, um damit die Konsumgüternachfrage zu beeinflussen
2. Variation des Zinssatzes, um damit die Konsum- und Investitionsnachfrage zu beeinflussen
3. Kompensation privater Nachfrage durch Staatsnachfrage
4. Staatliche Investitionen

#### Evaluierung und Kritik
Aus neoklassischer Sicht genannte Kritikpunkte an nachfrageorientierter Wirtschaftspolitik / keynesianischer Konjunkturpolitik sind:
- Eine expansive Fiskalpolitik verursache zunehmende Staatsverschuldung, da Demokratien nur selten die Keynessche Forderung einhalten, in der Krise aufgenommene Schulden während einer wirtschaftlich guten Phase wieder zu tilgen.
- Von dieser Entwicklung ginge auch der sogenannte Crowding-out-Effekt aus, nach dem eine expansive Neuverschuldung des Staates die Kreditmärkte austrockne, wodurch zu wenig Kredite für die Privatwirtschaft und den privaten Konsum zur Verfügung stünden, die gerade in einer Rezession wichtig wären.
- Eine einseitige Ausrichtung der Wirtschaftspolitik auf die Nachfrageseite vernachlässigt die Angebotsseite, was zu einer Verringerung der Investitionstätigkeit und folglich zu einer Verlangsamung der Wachstumsdynamik führe
- In der Realität fiele der Multiplikatoreffekt von staatlichen Beschäftigungsprogrammen wesentlich geringer aus, als in keynesianischen Modellen angenommen. Vielfach treten nur kurzfristige „Strohfeuereffekte“ auf, während langfristig sogar negative Effekte auf Produktions- und Beschäftigungsentwicklung zu verzeichnen sind.
- Staatliche Vollbeschäftigungspolitik verschärfe Verteilungskämpfe und Inflation, wodurch sich die Wachstumsdynamik verlangsame
- In keynesianischen Modellen würden die langfristigen Folgen der Inflation verharmlost
- Die „positiven Wirkungen von Reinigungskrisen“ würden außer Kraft gesetzt – mit auf Dauer negativen Wirkungen für Wachstum und Beschäftigung.
- Kurzfristige Orientierung: Die Summe kurzfristig „richtiger“ Maßnahmen könnte in der mittleren und langen Frist zu Problemen führen. Es bestünde eine Tendenz zur Inflation durch eine immer wieder von neuem expansive Geldpolitik, die auf Dauer die Geldmenge zu stark ausweite
- Antizyklische Konjunkturpolitik kann mit langen time-lags verbunden sein. Dann wirkt sie nicht mehr antizyklisch, sondern prozyklisch.
- Ein Versagen der antizyklischen Politik könne zu zunehmendem Staatsinterventionismus führen, der die marktwirtschaftliche Ordnung untergrabe.

Der Wissenschaftliche Dienst des Deutschen Bundestages hat am 22. Januar 2009 in einem Papier die von 1967 bis 1982 in Deutschland betriebene Globalsteuerung, also den Versuch einer Feinsteuerung der wirtschaftlichen Entwicklung auf ein reales Wirtschaftswachstum von 4 %, einer Arbeitslosenquote von unter 0,8 % und einer Inflationsrate von unter 1 % für insgesamt gescheitert erklärt.
Ein Arbeitspapier von Daniel Leigh und Sven Jari Stehn kommt zum Ergebnis, dass die Geldpolitik in der Regel im Sinne einer erfolgreichen Konjunkturpolitik antizyklisch eingesetzt werden konnte, während das Bild für die Fiskalpolitik gemischt ausfällt. Während die Wirkung von fiskalischen Konjunkturprogrammen in kontinentaleuropäischen Ländern und Japan zumeist erst verspätet eintrat und folglich prozyklisch wirkte, trat die Wirkung der Fiskalpolitik in angelsächsischen Ländern rechtzeitig ein, so dass diese hier antizyklisch wirkte.

### Angebotsorientierte Positionen
Die monetaristisch-neoklassisch orientierte Angebotspolitik geht von der Stabilität des privaten Sektors aus. Abgesehen von exogenen Schocks beruhen Konjunkturschwankungen demnach im Wesentlichen auf Unvollkommenheiten des Marktes. Zur Vermeidung von Konjunkturschwankungen gelte es also, die Marktunvollkommenheiten zu beseitigen. Aktive Konjunkturpolitik (diskretionäre Geldpolitik und Fiskalpolitik) wird grundsätzlich für schädlich gehalten. Der Monetarismus fordert eine regelgebundene Geldpolitik. Durch Anpassung der Geldmenge am Produktionspotenzial sollen gesamtwirtschaftliche Ungleichgewichte vermieden werden.
Angebotsorientierte Wirtschaftspolitik basiert auf der Sayschen Theorie, nach der jedes Angebot sich selbst eine Nachfrage schafft. Durch Stärkung der Leistungsanreize und Abbau von Leistungshemmnissen soll das Investitions- und Produktionsklima auf lange Sicht verbessert werden. Stetige Beseitigung von Angebotshemmnissen (Verstetigungspolitik).

#### Mögliche Maßnahmen
Die angebotsorientierte Wirtschaftspolitik hat ihre Aufgabe darin, Hemmnisse für die privatwirtschaftlichen Aktivitäten, besonders bei Investitionen, abzubauen, um so zu einer „Revitalisierung“ der Wirtschaft zu gelangen.
- Geldwertstabilität durch potentialorientierte Geldpolitik
- Produktivitätsorientierte Lohnpolitik der Tarifpartner
- Marktpolitik (Unterbindung wettbewerbsbeschränkenden Verhaltens, Abbau einer „überhöhten“ Sozialpolitik)
- Deregulierung z. B. arbeitsrechtlicher Regelungen
- Schaffung günstiger Rahmenbedingungen für Investitionen der Unternehmen
- Senkung von Steuern und Abgaben für Unternehmen und private Haushalte.
- Weitgehender Verzicht des Staates auf Eingriffe in die Märkte.
- Grundsätzlich wird eine konjunkturneutrale Haushaltspolitik angestrebt, wobei konjunkturelle Abschwünge aber durch automatische Stabilisatoren und halbautomatischen Stabilisatoren abgemildert werden sollen. Automatische Stabilisatoren haben ohne Aktionen der Wirtschaftspolitik eine antizyklische Wirkung auf den Konjunkturverlauf (Bsp.: Arbeitslosenversicherung, Sozialhilfe, progressive Einkommensteuer). Bei schweren Wirtschaftskrisen sollen auch diskretionäre bzw. „halbautomatische“ Stabilisatoren genutzt werden. Gemeint ist fallweise („diskretionäre“) postkeynesianische (antizyklische) Fiskalpolitik.[15]

Der konjunkturneutrale Haushalt ist ein Budgetkonzept des Sachverständigenrates zur Begutachtung der gesamtwirtschaftlichen Entwicklung. Erstmals hat der Sachverständigenrat 1967/68 den konjunkturneutralen Haushalt in seinen Jahresgutachten entwickelt und angewandt. Das Haushaltsvolumen ist in diesem Konzept konjunkturneutral, wenn es unmittelbar keine Abweichung der Auslastung des Produktionspotenzials von dem bewirkt, was mittelfristig als normal angesehen wird. Die Regeln des konjunkturneutralen Haushaltes sind:
- Konjunkturneutral sind die öffentlichen Ausgaben, wenn sie auf ein Basisjahr bezogen proportional zum Produktionspotenzial zu- oder abnehmen.
- Basisjahr ist der Zeitraum, in dem die öffentlichen Ausgaben einen allokativen und distributiven Zielinhalt gemäß Quote aufweisen.
- Steuereinnahmen, die den gleichen prozentualen Zuwachs wie das Volkseinkommen haben.
- Wenn die öffentliche Verschuldung den gleichen Zuwachs aufweist wie der des Produktionspotenzials.

Mit dem Konzept des konjunkturgerechten Haushalts wird auf den konjunkturellen Impuls von öffentlichen Haushalten abgezielt. Die aufgrund des konjunkturneutralen Haushaltes ermittelten tatsächlichen expansiven oder kontraktiven Impulse werden mit denjenigen verglichen, die notwendig gewesen wären, wenn bei einer gegebenen Abweichung vom Gleichgewichtspfad der Haushaltspolitik ein Nachfragedefizit oder ein Nachfrageüberschuss ausgeglichen werden sollte. Es werden hier die quantitativen Effekte der jeweiligen Haushaltspläne aufgezeigt.

#### Evaluierung und Kritik
Kritisiert wird unter anderem:
- Eine „Umverteilung von unten nach oben“. Viele Maßnahmen zur Verbesserung der Rahmenbedingungen werden von Bevölkerungsteilen als sozialpolitisch „ungerecht“ und verteilungspolitisch schädlich empfunden.
- Angebotsorientierte Wirtschaftspolitik erziele bestenfalls langfristig Erfolge, Politiker benötigten aber oftmals kurzfristige Erfolge.
- Die (unerwünschten) Auswirkungen bestimmter angebotspolitischer Maßnahmen auf Nachfrageeffekte (und somit auf Wachstum und Beschäftigung) würden (zumindest) den Verzicht auf eine radikale Angebotspolitik nahelegen (z. B. keine radikale Austeritätspolitik und keine forcierte Lohnzurückhaltung).
- Zweifelhaftigkeit des Laffer-Effekts: die abrupten Steuersenkungen in den Vereinigten Staaten unter Präsident Ronald Reagan verursachten extreme Haushaltsdefizite und hierdurch bedingte extreme Defizite in der Leistungsbilanz.
- Bei niedriger Kapazitätsauslastung werden die Unternehmen nur Rationalisierungsinvestitionen durchführen, wodurch die Beschäftigung weiter sinkt.

## Historische und aktuelle Beispiele
- Der New Deal von 1933 bis 1938 in den USA
- Arbeitsbeschaffungs-, Infrastruktur- und Aufrüstungsprojekte von 1933 bis 1936 im Deutschen Reich[20]
- Der Bau der Interstate Highways unter US-Präsident Dwight D. Eisenhower in den 1950er Jahren
- Die Globalsteuerung in Deutschland seit 1967 bis in die zweite Hälfte der 1970er Jahre
- Die potentialorientierte Stabilisierungspolitik in Deutschland in den 1980er und 1990er Jahren

Im Zuge der Finanzkrise ab 2007 und der daraus resultierenden Probleme beschlossene Konjunkturprogramme:
- US-Konjunkturprogramme 2008 und 2009
- Konjunkturpaket I (Maßnahmenpaket „Beschäftigungssicherung durch Wachstumsstärkung“) und II („Entschlossen in der Krise“) in Deutschland
- Österreichische Konjunkturbelebungspakete I und II und Steuerreform 2009
- Verschrottungsprämie
- Wachstumsbeschleunigungsgesetz in Deutschland
- Green Recovery und European Green Deal zur Überwindung der Wirtschaftskrise 2020